# Bruno Bongongo
Bruno Flavien Bongongo (geb. 30. Juni 1985) ist ein ehemaliger zentralafrikanischer Boxer.
Er trat bei den Olympischen Sommerspielen 2008 in Peking an. Im Weltergewicht kam er auf Platz 17.